# Seinäjoki Crocodiles
Seinäjoki Crocodiles (español: Cocodrilos de Seinäjoki) es un equipo de fútbol americano de Seinäjoki, Ostrobotnia del Sur (Finlandia).

## Historia
Fue fundado en 1987, disputando al año siguiente su primera temporada en la Segunda División de la Liga Finlandesa y terminando en cuarta posición. En 1989 ya consiguieron ascender a la máxima categoría, donde permanecieron durante dos temporadas antes de descender de nuevo a Segunda. En 1992 retornaron a la Liga del Arce, que ya no abandonaron, y en 2000 disputaron su primer Maple Bowl, perdiendo ante Helsinki Roosters por 25-18. Sería la temporada siguiente, la de 2001, cuando los Crocodiles ganasen su primer Maple Bowl, de nuevo ante Helsinki Roosters, por 15-13.